# テクニカルイラストレーション技能士
テクニカルイラストレーション技能士（テクニカルイラストレーションぎのうし）とは、国家資格である技能検定制度の一種で、都道府県知事（問題作成等は中央職業能力開発協会、試験の実施等は都道府県職業能力開発協会）が実施する、テクニカルイラストレーションに関する学科及び実技試験に合格した者をいう。
なお職業能力開発促進法により、テクニカルイラストレーション技能士資格を持っていないものがテクニカルイラストレーション技能士と称することは禁じられている（名称独占）。

## 区分
テクニカルイラストレーションの中で立体図作成作業、立体図仕上げ作業、テクニカルイラストレーション作業に分かれる。

## 級別
立体図作成作業、立体図仕上げ作業ともに1級、2級の別があるが、テクニカルイラストレーション作業だけ3級のみである。

## 実技作業試験内容

### テクニカルイラストレーション（立体図作成作業）
- 1級：第三角法で描かれた課題図に示す組立図から、等角図（等測図）で立体組立断面図を作成する。試験時間＝4時間30分
- 2級：第三角法で描かれた課題図に示す組立図及び部品図から、等角投影図（等測投影図）で立体分解図（拡散分解図）を作成する。試験時間＝3時間30分

### テクニカルイラストレーション（立体図仕上げ作業）
- 1級：課題図「等角投影図（等測投影図）によって描かれた立体組立断面図」の上にトレーシングペーパー（A3判）を重ねてインキング（墨入）を行い、陰影法（スマッジング、ラインシェーディング等）により指定された箇所に面仕上げをする。試験時間＝4時間
- 2級：課題図「等角投影図（等測投影図）によって描かれた立体分解図」の上にトレーシングペーパー（A2判）を重ねてインキング（墨入）をする。試験時間＝3時間

### テクニカルイラストレーション（テクニカルイラストレーション作業）
- 3級：第三角法で描かれた課題図に示す組立図及び部品図から、立体（外観）図を等角投影図（等測投影図）で作成する。試験時間＝2時間